# Gbakpodji
Gbakpodji är en ort i Benin. Den ligger i den södra delen av landet, 80 km väster om huvudstaden Porto-Novo. Gbakpodji ligger 26 meter över havet och antalet invånare är 5 509.
Terrängen runt Gbakpodji är platt. Runt Gbakpodji är det ganska tätbefolkat, med 222 invånare per kvadratkilometer.. Närmaste större samhälle är Lokossa, 16,4 km väster om Gbakpodji.
Omgivningarna runt Gbakpodji är en mosaik av jordbruksmark och naturlig växtlighet.